# Mayors for Peace

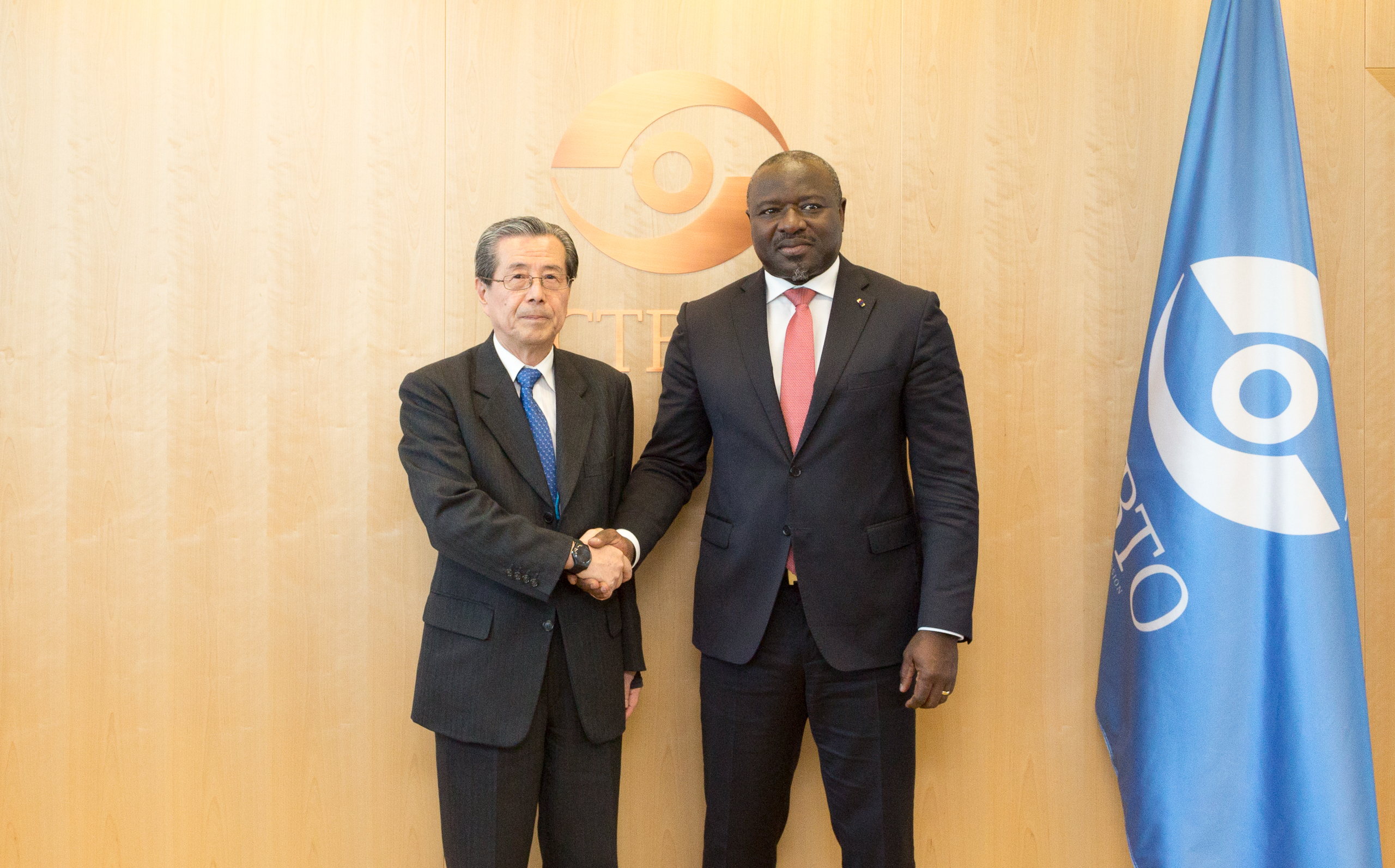
Yasuyoshi Komizo, Generalsekretär von Mayors for Peace (links), und Lassina Zerbo, Ausführender Sekretär der Organisation des Vertrags über das umfassende Verbot von Nuklearversuchen

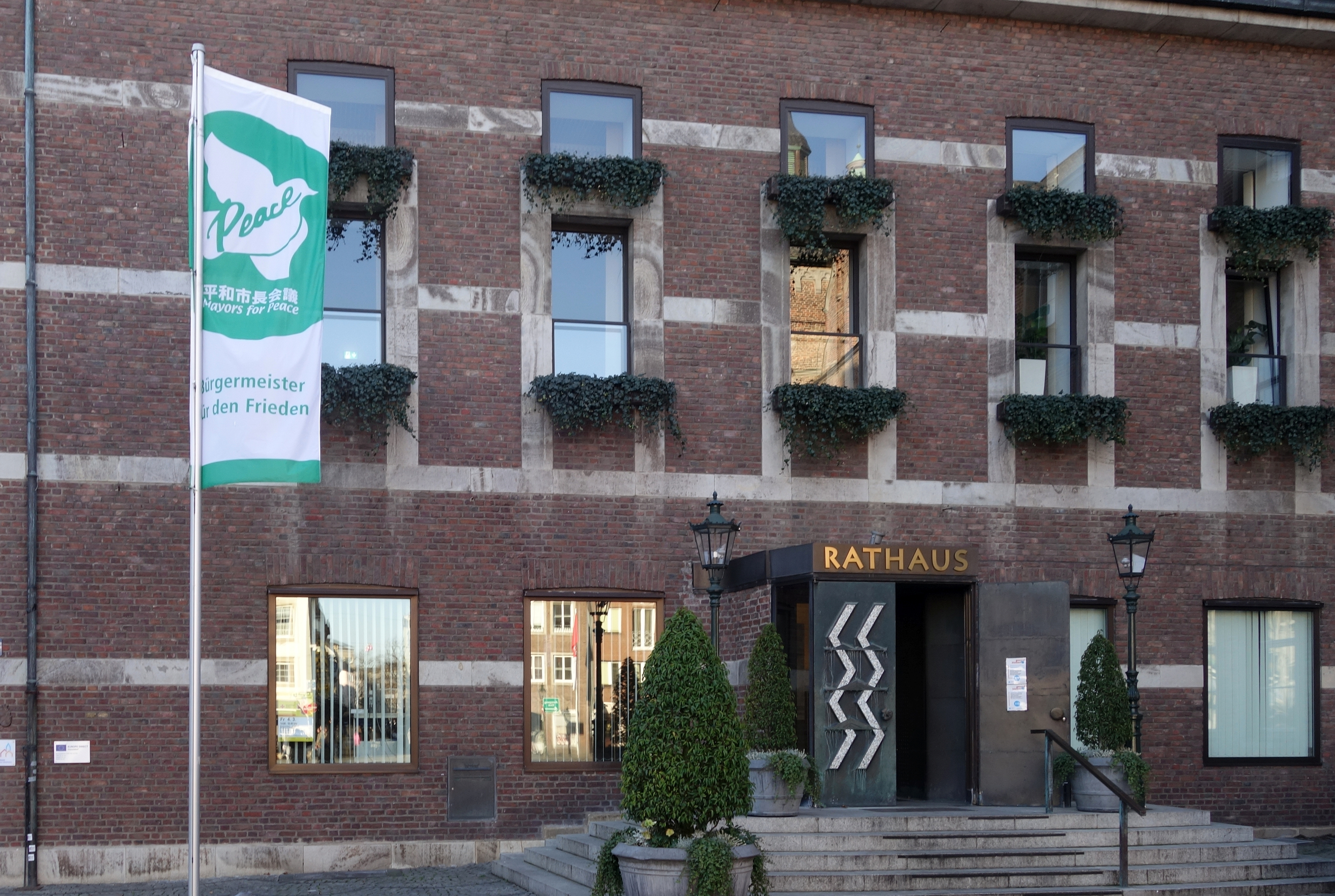
Beflaggung „Bürgermeister für den Frieden“ vor dem Düsseldorfer Rathaus während des russischen Einfalls in die Ukraine, 2. März 2022

Mayors for Peace (engl.: Bürgermeister für den Frieden, Japanisch: 平和首長会議) ist eine internationale Organisation von Städten, die sich der Friedensarbeit, insbesondere der atomaren Abrüstung, verschrieben haben. Die Organisation wurde 1982 auf Initiative des damaligen Bürgermeisters von Hiroshima, Takeshi Araki, gegründet.
Aus der grundsätzlichen Überlegung heraus, dass Bürgermeister für die Sicherheit und das Leben ihrer Bürger verantwortlich sind, versuchen die Mayors for Peace Einfluss auf die weltweite Verbreitung von Atomwaffen zu nehmen und diese zu verhindern. Der weltweite Verband hieß früher „Programm zur Förderung der Solidarität der Städte mit dem Ziel der vollständigen Abschaffung von Atomwaffen (Partnerschafts-Programm der Städte Hiroshima und Nagasaki zur Ächtung aller Atomwaffen in Ost und West)“.
Seit Bürgermeister Tadatoshi Akiba den Verband in „Mayors for Peace“ umbenannt und 2003 die Kampagne „2020 Vision“ ins Leben gerufen hat, hat sich die Zahl der Mitglieder mehr als verdreifacht. Ausgehend von Japan haben sich seit der Gründung insgesamt 8.472 Mitgliedsstädte, davon 904 in Deutschland, in 166 Ländern der Organisation angeschlossen.(Stand 1. April 2025) Eine Teilnahme bedeutete, die Aufnahme von Verhandlungen zur Abschaffung von Nuklearwaffen bis zum Jahr 2020 zu unterstützen. Am 18. Oktober 2007 erhielten Tadatoshi Akiba und „Mayors for Peace“ den Nuclear-Free Future Award in der Kategorie „Lösungen“. Hannover ist als Vice President City (副会長都市, seit 2015) und Lead City (リーダー都市) eine von weltweit 21 Executive Cities.
Seit dem russischen Überfall auf die Ukraine 2022 sind allein in Deutschland über 100 weitere Kommunen dem Bündnis beigetreten.

## 2020 Vision
Die Bürgermeister für den Frieden rufen ihre Mitgliedsstädte auf, die Kampagne 2020 Vision zu unterstützen, um sich so in die internationalen Verhandlungen über Atomwaffen einzumischen. Sie werden dabei von Friedensgruppen auf der ganzen Welt sowohl auf lokaler als auch internationaler Ebene unterstützt. Das Ziel ist, eine verbindliche Vereinbarung eines Zeitplans für die Abschaffung aller Atomwaffen und den Beschluss einer Nuklearwaffenkonvention durchzusetzen, um eine atomwaffenfreie Welt bis 2020 zu erreichen.
2016 und 2017 war ein Schwerpunkt der Einsatz für und die Mitarbeit an den UN-Verhandlungen für einen Atomwaffenverbotsvertrag als erstem Schritt.